# گیلمور (اکلاهما)
گیلمور (به انگلیسی: Gilmore) یک منطقهٔ مسکونی در ایالات متحده آمریکا است که در اکلاهما واقع شده است. گیلمور ۱۶۳٫۹۸ متر بالاتر از سطح دریا قرار دارد.